# Майкапар Самуїл Мойсейович
Самуїл Мойсейович Майкапар (18 грудня 1867, Херсон — 8 травня 1938, Ленінград) — піаніст та композитор, викладач Петроградської консерваторії, музичний письменник. Дід Олександра Майкапара. За походженням — караїм.
Різносторонньо обдарований музика, Майкапар був відомий як автор низки фортепіанних п'єс для дітей та юнацтва. Зокрема, великої популярності зазнав його цикл фортепіанних мініатюр «Бірюльки», його романси та «Музичний слух» (Москва, 1900).

## Біографія
Незабаром після народження Самуїла його родина переїжджає з Херсона до Таганрога. Тут він вступає до Таганрозької Гімназії № 2 ім. А. П. Чехова. Музикою почав займатися з 6 років, брав уроки в Гаетано Молла.
1885 року переїжджає до Петербургу й вступає до консерваторії, де навчається як піаніст в Бен'яміно Чезі, Володимира Дем'янського та І. Вейса, а також в класі композиції Миколи Соловйова. Паралельно займається на юридичному факультеті Санкт-Петербурзького університету (закінчив 1891 року).
Від закінчення консерваторії 1893 року по 1898 рік вдосконалюється як піаніст під керівництвом Теодора Лешетицького, виступає з концертами в Берліні, Лейпцигові, Санкт-Петербурзі, Москві тощо.
Від 1898 по 1901 рік виступав на концертах з Леопольдом Ауером та Іваном Гржималі. 1901 року заснував музичну школу в Твері. Від 1903 по 1910 роки переважно проживав у Москві та займався концертною діяльністю, систематично концертуючи в Німеччині..
Брав активну участь (секретар) в роботі московського науково-музичного гуртка, яким керував Сергій Танєєвим. Від 1910 по 1930 викладав фортепіано в Петербурзькій консерваторії. Був ініціатором виконання в концертах циклу 32 сонат Бетховена (вперше 1927 року).